# ルールモント
ルールモント（オランダ語: Roermond [ruːrˈmɔnt] ( 音声ファイル)）は、オランダ南西部リンブルフ州の都市。マース川沿岸にあり、ドイツ国境、ベルギーのフランデレン地域にも近い。人口54,488人（2008年6月調べ）。

## 歴史
ルールモントの名は、かつてこの地に暮らしていたケルト人が信仰していた水の女神の名に由来するとされている。その後、ローマ人が侵入、ガイウス・ユリウス・カエサルは「理想の住処」を意味する「ヴィラ・オプティマ（Villa Optima）」の名でこの地を呼んだ。
12世紀、ゲルデルン公国領となる。1213年、神聖ローマ皇帝オットー4世に市街を破壊されるも再建、1231年、都市として自治権を獲得、1441年にはハンザ同盟に入り、交易都市として発展した。
ルールモントが含まれるネーデルラント17州は、1543年から1702年までの間、スペインの支配下に置かれた。1568年4月23日、スペイン王フェリペ2世に反旗を翻したゴイセンがルールモント奪還を目指して起こしたラインダーレンの戦いによって、八十年戦争の口火が切られたとされている。カトリックが浸透しスペイン側についたリンブルフの地元勢力からの抵抗を経て、1572年にオラニエ公ウィレム1世がルールモントを掌握した。その後もネーデルラント連邦共和国とハプスブルク家勢力との間でその領有をめぐって立場が一転二転した。
1792年、フランス革命戦争でフランス軍が南ネーデルラントを制圧した。一時ハプスブルク家が領有するも、1794年にフランスがこれを取り戻し、1814年にロシアが解放するまでフランス領、さらにこの年のロンドン条約によりオランダ領と定められた。
第二次世界大戦中、1940年にはナチス・ドイツによる占領を受けたが、1945年3月1日にアメリカ軍の偵察部隊によって解放された。

## 姉妹都市
- メンヒェングラートバッハ、ドイツ 1971年
- マルクトレドヴィッツ、ドイツ 2007年
- Nepomuk、チェコ 2007年

## 観光

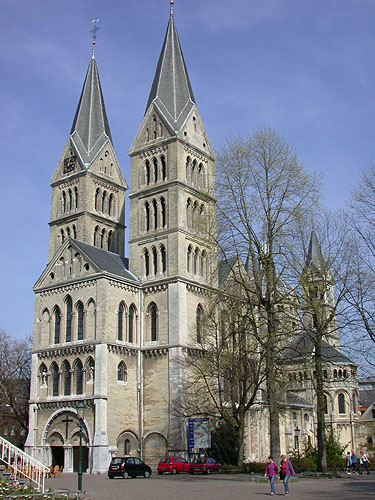
ルールモント大聖堂

大聖堂（Munsterkerk）
後期ロマネスク様式の大聖堂。
ルールモント・デザイナー・アウトレット
ヨーロッパの有名高級ブランドの商品を扱うアウトレットモールがあり、近隣のドイツなどからもショッピング客が訪れる。

## 出身者
- マルレーン・ゴリス - 映画監督